# Кароліна Хауме
Кароліна Мілена Хауме Сапоріті (ісп. Carolina Milena Jaume Saporiti; нар. 18 жовтня 1986, Гуаякіль) — еквадорська телеакторка й ведуча.

## Життєпис
Кароліна Хауме народилася 18 жовтня 1985 року в найбільшому місті Еквадору Гуаякілі в родині Рафаеля Хауме з Пуерто-Рико та Діани Сапоріті, колишньої телевізійної продюсерки з Еквадору. Хауме рано почала зніматися на телебаченні, але покинула це заняття в підлітковому віці, поки їй не виповнилося 19 років, коли вона взяла участь у конкурсі «Королева Ґуаякіля» 2004 року і була визнана «Зіркою жовтня». Хауме дебютувала на телебаченні у 2006 році в теленовелі «Коханці, що вмирають» (ісп. Amores que matan) та серіалі «З 9 до 6» (ісп. De 9 a 6), де вона працювала з Ксав'єром Піментелем, її майбутнім чоловіком. У 2007 році Хауме народила доньку, але шлюб розпався через рік, у 2009 році.
У 2008 році Хауме знялася в телесеріалі «Таємниця Тоньйо Паломіно» (ісп. El Secreto de Toño Palomino), а наступного року взяла участь у комедії «Пекарня» (ісп. La Panadería) і телесеріалі «Успішний доктор Кардозо» (ісп. El exitoso Lcdo. Cardoso), але покинула обидві до завершення, коли звільнилася з Ecuavisa. Зрештою, вона опинилася на Першому каналі (ісп. Canal Uno), де працювала ведучою, але у 2015 році покинула і Перший канал, вийшла заміж за еквадорського бізнесмена Аллана Зенка і народила ще одну дитину. Згодом Хауме допомагала у постановці «Жінка, яка поважає себе» (ісп. Mujer que se respeta) з Клаудією Кампосано та Марселою Руете.
У 2016 році Хауме повернулася до Еквавіси, щоб бути суддею у п'ятому сезоні шоу «Еквадор має талант». Однак через розбіжності з колегою-суддею Паолою Фаріас її контракт не був продовжений, і вона вдруге покинула компанію.